# الحرب المجرية الرومانية
الحرب الهنغارية الرومانية  (بالإنجليزية: Hungarian–Romanian war of 1919)‏ هي حرب دارت رحاها بين الجمهورية المجرية السوفييتية (الجمهورية المجرية الأولى) ومملكة رومانيا من نوفمبر 1918 حتى مارس من عام 1920. بدأت الأعمال العدائية في 13 نوفمبر 1918 وانتهت في 3 أغسطس 1919، إذ احتل الجيش الروماني شرق المجر حتى 28 مارس 1920.

## الخلفية

### المجر

#### ثورة النجم والجمهورية الليبرالية ونزع السلاح الذاتي في المجر
في عام 1918، انهارت الملكية النمساوية المجرية سياسيًا وانحلّت بسبب هزيمة في الحملة الإيطالية (الحرب العالمية الأولى). خلال الحرب، قاد الأرستقراطي المجري الليبرالي الكونت ميهالي كارولي قسمًا انشقاقيًا مناهضًا للحرب كان صغيرًا لكنه نشيط جدًا، حتى أنه نظم اتصالات سرية مع دبلوماسيين بريطانيين وفرنسيين في سويسرا خلال الحرب. وفي 31 أكتوبر 1918، أوصلت ثورة النجم في بودابست الكونت ميهالي كارولي، وهو مؤيد لقوات الحلفاء، إلى السلطة. كان جيش الهونفيد المجري الملكي ما زال يضم أكثر من 1,400,000 جندي حين أُعلِن ميهالي كارولي رئيسَ وزراء للمجر. انصاع كارولي لمساعي رئيس الولايات المتحدة وودرو ويلسون السلاميّة عن طريق إصداره أوامر بنزع سلاح الجيش المجري، وحدث هذا تحت توجيه بيلا ليندر، وزير الحربية في حكومة كارولي. وبسبب نزع السلاح الكامل لجيشها، تعين على المجر أن تبقى دون دفاع وطني في فترة حرجة معرضة للأخطار بوجه خاص.

#### ردود الفعل الدولية بعد نزع السلاح الذاتي المجري
بعد انقضاء ستة أيام، تغيرت الأحداث السياسية والعسكرية. ففي 5 نوفمبر 1918، عبر الجيش الصربي الحدود الجنوبية بمساعدة نظيره الفرنسي. وفي 8 نوفمبر، عبر الجيش التشيكوسلوفاكي الحدود الشمالية. وفي 13 نوفمبر، عبر الجيش الروماني الحدود الشرقية لمملكة المجر. في 13 نوفمبر، وقّع كارولي هدنة مع دول الحلفاء في بلغراد، الأمر الذي كان من شأنه تحديد حجم الجيش المجري إلى ست فرق مشاة وفرقتي سلاح فرسان، وعُينت خطوط حدودية تحدد المنطقة التي ستبقى تحت السيطرة المجرية.
كان من المقرر أن تبقى الخطوط سارية المفعول حتى يتسنى تثبيت حدود نهائية. وبغطاء من بنود الهدنة، تقدمت الفرق الصربية والفرنسية من الجنوب، باسطة سيطرتها على بانات وكرواتيا، بينما سيطرت تشيكوسلوفاكيا على المجر العليا وروثينيا الكارباتية، فيما سُمح للقوات الرومانية أن تتقدم إلى نهر موريش. وفي 14 نوفمبر، احتلت صربيا مدينة بيتش.

#### التدخلات وسقوط النظام الليبرالي والانقلاب الشيوعي
أخفقت حكومة كارولي في إدارة المسائل المحلية والعسكرية وفقدت التأييد الشعبي. وفي 20 مارس 1919، أُطلِق سراح بيلا كون، الذي كان قد سُجن في سجن ماركو ستريت، ليقود انقلابًا شيوعيًا ناجحًا في 21 مارس. تعرض كارولي للعزل والاعتقال، وشكّل كون حكومة ائتلاف ديمقراطية الاشتراكية شيوعية، وأعلن قيام الجمهورية المجرية السوفييتية. وبعد أيام أطاح الشيوعيون بالديمقراطيين الاشتراكيين وأزالوهم من الحكومة. كانت الجمهورية المجرية السوفييتية بقايا دولة شيوعية صغيرة، وحين ترسخت جمهورية المجالس في المجر، لم تسيطر إلا على نحو 23% من المساحة التقليدية للمجر.
بقي الشيوعيون مكروهين شعبيًا بشدة ضمن الريف المجري، إذ كثيرًا ما كانت سلطة تلك الحكومة معدومة. لم يكن الحزب الشيوعي والسياسات الشيوعية تلقى تأييدًا شعبيًا حقيقيًا سوى وسط التجمعات البروليتارية في المراكز الصناعية الكبرى -ولا سيما في بودابست- حيث كانت الطبقة العاملة تشكل نسبة كبيرة من السكان. ولجأت الحكومة الشيوعية إلى الحل السوفييتي: إذ أسس الحزب مجموعاته الإرهابية (مثل فتيان لينين سيئي السمعة) في سبيل «التغلب على العقبات» في الريف المجري، وعُرف ذلك لاحقًا باسم الإرهاب الأحمر في المجر.
وعدت الحكومة الجديدة بالمساواة والعدالة الاجتماعية، واقترحت إعادة بناء المجر وتحويلها إلى دولة فيدرالية. كان الاقتراح قد صُمم كي يروق للرأيين المحلي والأجنبي. وتضمنت الاعتبارات المحلية الحفاظ على السلامة الإقليمية والوحدة الاقتصادية للأراضي التابعة للتاج سابقًا، وحماية حدود البلاد. حازت الحكومة على تأييد شعبي ومساندة من الجيش، إذ كانت أصول معظم ضباط الجيش المجري تعود إلى مناطق اغتُصبت خلال الحرب العالمية الأولى، ما ساهم في رفع حسهم الوطني. وكان من شأن تحول المجر إلى دولة فيدرالية أن ينال رضى الرئيس ويلسون وفق مبدئه القائل بحق تقرير الشعوب لمصيرها وفقًا لتركيبة البلاد متعددة الإثنيات. وبالإضافة إلى ذلك، كان من شأن مؤسسات الإدارة الذاتية لفئات المجر العرقية من غير المجريين أن تقلل من نفوذ المجريين.

### رومانيا
في عام 1916، دخلت رومانيا الحرب العالمية الأولى في صف الحلفاء، وكان هدفها من ذلك أن توحد جميع الأقاليم ذات الأغلبية الرومانية تحت لواء دولة واحدة. وفي معاهدة بوخارست (1916)، أُقِرت بنود من أجل وضع مناطق تنتمي إلى الإمبراطورية النمساوية المجرية تحت سيطرة رومانيا. وفي عام 1918، بعد ثورة أكتوبر، وقع البلاشفة على سلام منفصل مع دول المركز في معاهدة برست ليتوفسك. كانت رومانيا وحدها على الجبهة الشرقية، الوضع الذي فاق قدراتها العسكرية بمراحل كبيرة. وبناء على ذلك، في 7 مايو 1918، التمست رومانيا السلام. فوقع رئيس وزراء رومانيا، ألكساندرو مارغيلومان، معاهدة بوخارست (1918) مع دول المركز، غير أن هذه المعاهدة لم تُوقَع من قبل فرديناند الأول ملك رومانيا قط.
في نهاية عام 1918، أصبح وضع رومانيا رهيبًا، إذ كانت تعاني من عواقب إجراءات جبر ضرر حربي تأديبية. كان إقليم دبروجة واقعًا تحت الاحتلال البلغاري، وكان الجيش الألماني تحت إمرة الفيلد مارشال أوغست فون ماكنسن يتراجع في أنحاء رومانيا. سُرح القسم الأكبر من الجيش الروماني، مما لم يترك سوى أربع فرق بكامل العتاد، في حين بقيت ثماني فرق في وضع الاحتياط، وكانت الفرق الأربع ذات الجهوزية القتالية تُستخدم في حفظ النظام وحماية منطقة بيسارابيا من الأعمال العدوانية المحتملة من قبل الاتحاد السوفيتي. وفي 10 نوفمبر 1918، استغلت رومانيا الوضع المتقلقل لدول المركز، ودخلت الحرب من جديد في صف قوات الحلفاء، بأهداف تشابه أهدافها عام 1916. نادى الملك فرديناند بتعبئة الجيش الروماني وأمره بالهجوم عن طريق عبور جبال الكاربات إلى داخل إقليم ترانسيلفانيا. ولم تتسبب نهاية الحرب العالمية الأولى التي أعقبت ذلك بعد وقت قصير بإنهاء قتال الجيش الروماني، إذ استمر نشاطه في عامي 1918 و1919 ضمن الحرب المجرية الرومانية.

## نوفمبر 1918 – مارس 1919

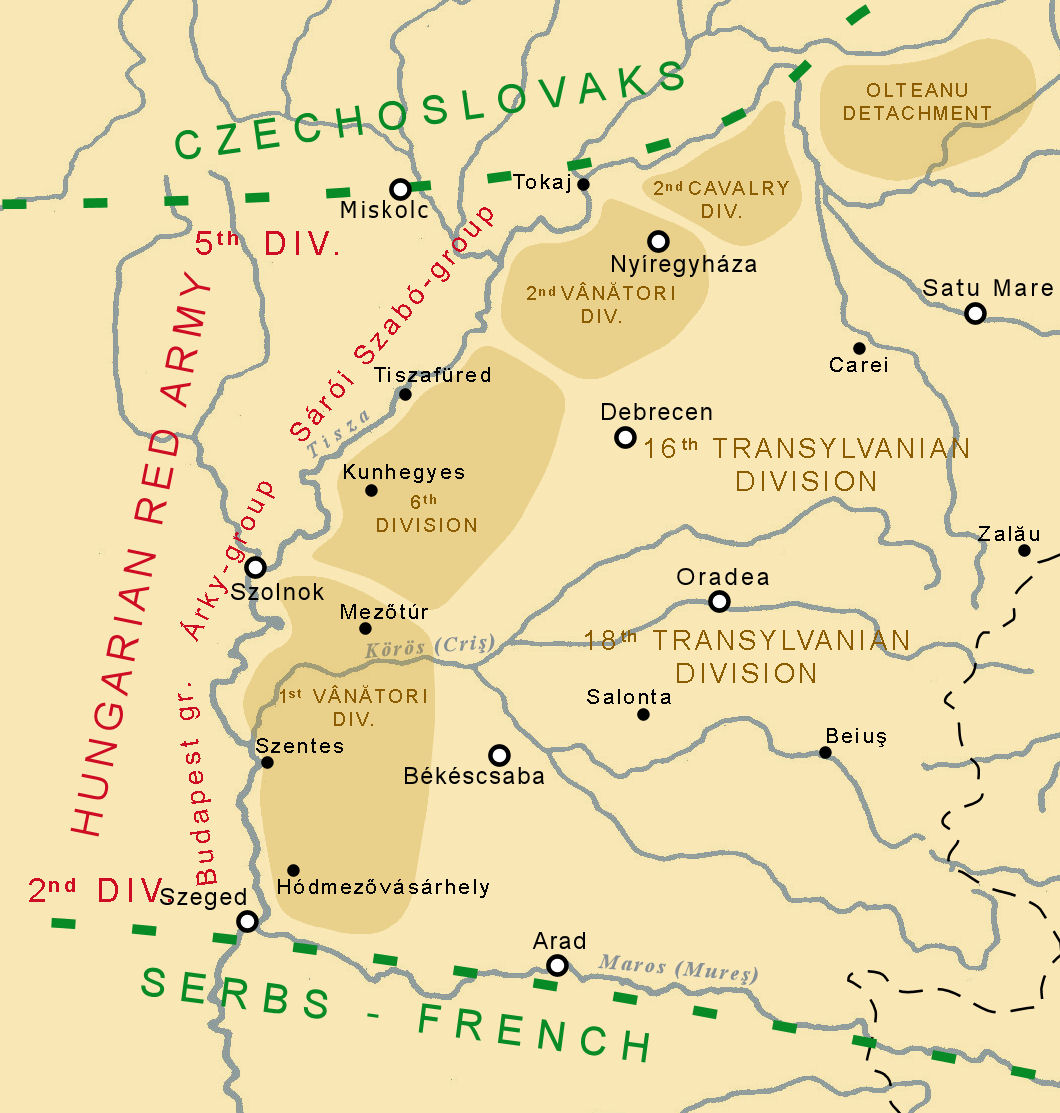
خط المواجهة بين الجيوش الرومانية الهنغارية

عقب معاهدة بوخارست عام 1918، سُرِّح معظم أفراد الجيش الروماني، ولم يبق بالعتاد الكامل سوى فرقتي المشاة التاسعة والعاشرة وفرقتي سلاح الفرسان الأولى والثانية، غير أن هذه الوحدات كانت منخرطة في حماية منطقة بيسارابيا في وجه الروس السوفييت البلاشفة. كانت فرق الرماة الأولى والسابعة والثامنة، المتوضعة في مولدافيا هي أول وحدات تمت تعبئتها، وأرسِلت الفرقة الثامنة إلى بوكوفينا بينما أرسِلت الفرقتان الأخريان إلى ترانسيلفانيا. في 13 نوفمبر، دخلت الفرقة السابعة إلى ترانسيلفانيا من نقطة نهر بريساكاني في جبال الكاربات الشرقية، بينما دخلتها الفرقة الأولى من بالانكا، باكاو.
في 1 ديسمبر، أٌعلِن رسميًا عن الاتحاد بين ترانسيلفانيا ورومانيا من قبل مندوبين منتخبين عن سكان ترانسيلفانيا من الرومانيين، الذين نادوا باتحاد مع رومانيا. وفي ما بعد، ساند سكسون ترانسيلفانيا وشؤابيو بانات الوحدة هم أيضًا. وفي وقت لاحق من ذلك الشهر، وصلت الوحدات الرومانية إلى خط نهر موريش، الذي كان خطًا حدوديًا اتُفق عليه من قبل مندوبي قوات التحالف والمجر في هدنة بلغراد. وفي الوقت نفسه كانت وحدات الجيش الألماني تحت إمرة المارشال أوغست فون ماكنسن تنسحب إلى الغرب.
وإثر طلب من رومانيا، سمحت قيادة التحالف في الشرق تحت إمرة الجنرال الفرنسي لوي فرانشيه ديسبيريه للجيش الروماني بالتقدم إلى خط جبال الكاربات الغربية. تقدمت فرقة الرماة السابعة باتجاه كلوج نابوكا، بينما تقدمت الفرقة الأولى باتجاه ألبا يوليا. وفي 24 ديسمبر، دخلت وحدات من الجيش الروماني كلوج نابوكا. وبحلول 22 يناير 1919، كان الجيش الروماني قد بسط سيطرته على كامل منطقة نهر موريش. كانت المهام كثيرة على الفرقتين السابعة والأولى، لذا أرسِلت الفرقة الثانية إلى مدينة سيبيو والفرقة السادسة إلى مدينة براشوف. وشُكلت فرقتا مشاة جديدتان، السادسة عشرة والثامنة عشرة، من جنود رومانيين سبقت تعبئتهم في الجيش النمساوي المجري. وأقيمت قيادة موحدة للجيش الروماني في ترانسيلفانيا، وكان مقرها الرئيسي في سيبيو تحت إمرة الجنرال ترايان موشيو. ورغم سيطرة رومانيا على أراضٍ جديدة، فذلك لم يشمل كل السكان الرومانيين في المنطقة.
في 28 فبراير 1919، في مؤتمر باريس للسلام، بلّغ مجلس دول الحلفاء المجر بتعيين خط حدودي جديد يتقدم الجيش الروماني إليه، وقد تطابق هذا الخط مع السكك الحديدية الواصلة بين ساتو ماري وأوراديا وأراد، دون أن يخوَل الجيش الروماني إلى دخول تلك المدن. وتقرر إقامة منطقة منزوعة السلاح، تمتد من الخط الحدودي الجديد إلى مسافة 5 كيلومترات بعده. وقد مثلت المنطقة منزوعة السلاح امتداد مطالب رومانيا الإقليمية في المجر، وتقرر بدء انسحاب الجيش المجري إلى ما وراء الحدود الغربية في يوم 22 مارس.
في 19 مارس، تلقت المجر تبليغًا بتعيين الخط الحدودي الجديد والمنطقة منزوعة السلاح من الملازم أول الفرنسي فيرناند فيكس (عُرفت بـ«رسالة فيكس»). لم تقبل حكومة كارولي بالبنود مما قدح زناد الانقلاب الذي حدث على يد بيلا كون، الذي شكل الجمهورية المجرية السوفييتية. وفي تلك الفترة حدثت مناوشات محدودة بين الوحدات الرومانية ونظيرتها المجرية، وقد انخرط بعض العناصر المجريين في مضايقات للسكان الرومانيين خارج المناطق الخاضعة لسيطرة الجيش الروماني.